# Халл, Том (критик)
Том Халл (англ. Tom Hull) — американский музыкальный критик, веб-дизайнер и бывший разработчик программного обеспечения. Халл начал писать критику для газеты The Village Voice в середине 1970-х под руководством музыкального редактора Роберта Кристгау, но в 1980-х и 1990-х годах ушёл с этого поля деятельности, чтобы продолжить карьеру в области и разработки программного обеспечения, что принесло ему большую часть дохода за всю его жизнь. В 2000-х он вернулся к рецензированию музыки и вёл джазовую колонку для The Village Voice в стиле «Consumer Guide» Кристгау, наряду с вкладом в Seattle Weekly, The New Rolling Stone Album Guide, NPR Music и веб-журнал Static Multimedia.
База данных и блог Халла, посвященные джазу, Tom Hull — on the Web размещает его обзоры и информацию об альбомах, которые он исследовал, а также статьи о книгах, политике и фильмах. Он имеет такой же функциональный дизайн с низким графическим дизайном, что и веб-сайт Кристгау, который Халл также создал и поддерживает в качестве веб-мастера.

## Биография
В середине 1970-х Халл принял предложение о работе от ведущего критика Роберта Кристгау в The Village Voice в Нью-Йорке. Его первым заданием было рецензирование альбома Four Wheel Drive группы Bachman-Turner Overdrive 1975 года. «К сожалению, [альбом] был их худшим на сегодняшний день, но у нас с Кристгау была своего рода связь рабочего класса из-за группы», — вспоминает он. Хотя он говорит, что Кристгау «приветствовал меня в Нью-Йорке и ещё больше расширил мои взгляды… примерно к 1979 году моё желание писать рок-критику ослабло, и повседневная жизнь продолжалась», отчасти ссылаясь на ограниченную рабочую нагрузку, предоставленную ему Voice. Он покинул газету примерно в 1980 году, но позже выступит экспертом для сборника рецензий Кристгау «Гид покупателя» (англ. Consumer Guide) о десятилетии 80-х годов «Christgau’s Record Guide: The '80s» (1990). Начиная с 1980 года Халл работал в области разработки программного обеспечения и дизайна, что принесло ему большую часть дохода за всю его жизнь. Он также работал над бесплатным программным обеспечением с открытым исходным кодом, таким как Linux.
В 2001 году Халл создал веб-сайт Кристгау — robertchristgau.com — в квартире последнего в Нью-Йорке, где поездка Халла из Уичито была продлена из-за терактов 11 сентября и смерти жены его племянника во Всемирном торговом центре. Веб-сайт сделал большинство опубликованных работ и обзоров Кристгау бесплатными для всеобщего обозрения. Идея сайта была задумана Халлом и начала разрабатываться после того, как Кристгау принял ее в середине 2001 года. Опыт Халла в области программного обеспечения позволил ему создать веб-сайт, придерживаясь минималистской эстетики, отдавая предпочтение тексту, а не графике. После того, как сайт robertchristgau.com появился в сети, Кристгау назвал Халла «компьютерным гением, а также превосходным и очень знающим музыкальным критиком» и сказал, что «дизайн веб-сайта, особенно его высокая поисковая способность и небольшой интерес к графике, являются его представление о том, каким должен быть полезный музыкальный сайт». Халл продолжал работать на сайте в качестве веб-мастера, роль, которой автор и преподаватель музыки из Университета Оксфорд Брукс (Oxford Brookes University) Дай Гриффитс позже высоко оценил. «Любой, кто изучает Кристгау, в долгу перед Томом Халлом за его авторитетную работу над веб-сайтом Кристгау», — написал Гриффитс в 2019 году в академическом журнале Rock Music Studies.
Халл также создал свою собственную онлайн-базу данных tomhull.com с аналогичным дизайном. На сайте размещены его прошлые и современные сочинения, а также каталог пластинок и обзоров, в основном основанных на джазе, в которых используется схема оценок из Руководства Кристгау «Гид покупателя» (англ. Consumer Guide) о десятилетии 90-х годов «Christgau’s Consumer Guide: Albums of the '90s» (2000). Джазовый акцент берёт свое начало из личной коллекции Халла, постепенно сформированной из чтения джазовых критиков Гэри Гиддинса и Фрэнсиса Дэвиса в 1970-х и 1980-х годах, а также из более тщательного изучения джазового канона, когда Халл потерял интерес к року в 1990-е годы, ссылаясь на период господства гранжа и гангста-рэпа.
В 2003 году редактор Rolling Stone Кристиан Хоард привлек Халла к участию в подготовке The New Rolling Stone Album Guide (2004). В феврале того же года Халл также начал писать «Recycled Goods» — колонку в стиле «Consumer Guide» об архивных музыкальных релизах и переизданиях — для чикагского веб-журнала Static Multimedia по указанию его редактора Майкла Татума. В 2005 году Кристгау попросил Халла заменить Гиддинса, который до ухода из The Village Voice долгое время был там джазовым обозревателем. Хотя в следующем году Кристгау был уволен из Voice из-за нового владельца, «Jazz Consumer Guide» Халла продолжал публиковаться в газете в течение следующих нескольких лет. В этот период он также сотрудничал с Seattle Weekly.
Обзоры Халла «Consumer Guide» побудили его просмотреть больше джазовых записей для своего собственного веб-сайта, который позже был расширен как Tom Hull — on the Web, чтобы включать записи в блогах о фильмах, политике и книгах. Как он объясняет в 2014 году: "С 2003 года я написал несколько миллионов слов, расширил базу данных рейтингов примерно с 10 000 записей до 23 000. Я пытался написать немного обо всём, что слушал с 2006 года, поэтому у меня не менее 10 000 заметок на записях — некоторые из них можно назвать обзорами, а некоторые не совсем дотягивают до этого уровня ". Кристгау, которому лично трудно рецензировать джаз в своей писательской эстетике, с тех пор рекомендовал веб-сайт Халла читателям, ищущим совета по джазовым альбомам.
Халл писал обзоры для NPR Music и работал с Фрэнсисом Дэвисом над составлением бюллетеней для ежегодного опроса джазовых критиков проекта. Он также голосовал в ежегодном международном опросе критиков DownBeat. Информация и данные этих опросов размещены на его сайте.